# Yannick Eijssen
Yannick Eijssen (Leuven, 1989. június 26. –) belga profi kerékpáros. 2016-ban visszavonult a versenyzéstől.

## Eredményei
2007
1. - Trofee van Vlaanderen Reningelst - Junior
1., összetettben - Liège-La Gleize - Junior
1., 2. szakasz
1., 3. szakasz
1., összetettben - Kroz Istru
1., 2. szakasz
2., összetettben - Tour du Valromey - Junior
2008
4. - Molenbeek Wersbeek
6., összetettben - Ronde de l'Isard
2009
1. - Deurne-Diest
2. - Trofee van Haspengouw
3., összetettben - Tour des Pays de Savoie
6. - Vuelta a los Pirineos
10. - Dwars door het Hageland
2010
1. - Beverbeek Classic
1., összetettben - Ronde de l'Isard
1., 3. szakasz
1., 3. szakasz Tour de l'Avenir
3. - Vuelta a los Pirineos
3. - Trofee van Haspengouw